# Bananas
 Bananas — альбом британського рок-гурту Deep Purple, випущений 2003 року. Альбом включає повільну інструментальну композицію «Contact Lost», написану Стівом Морсом, враженим звісткою про загибель космонавтів на борту STS-107.

## Список пісень
Автор музики і слів Ієн Ґіллан, Роджер Ґловер, Стів Морс, Дон Ейрі та Ієн Пейс, окрім зазначених. 
| #   | Назва                  | Автор                                 | Тривалість |
| --- | ---------------------- | ------------------------------------- | ---------- |
| 1.  | «House of Pain»        | Ґіллан, Майкл Бредфорд                | 3:34       |
| 2.  | «Sun Goes Down»        |                                       | 4:10       |
| 3.  | «Haunted»              |                                       | 4:22       |
| 4.  | «Razzle Dazzle»        |                                       | 3:28       |
| 5.  | «Silver Tongue»        |                                       | 4:03       |
| 6.  | «Walk On»              | Ґіллан, Бредфорд                      | 7:04       |
| 7.  | «Picture of Innocence» | Ґіллан, Ґловер, Морс, Джон Лорд, Пейс | 5:11       |
| 8.  | «I Got Your Number»    | Ґіллан, Ґловер, Морс, Лорд, Пейс      | 6:01       |
| 9.  | «Never a Word»         |                                       | 3:46       |
| 10. | «Bananas»              |                                       | 4:51       |
| 11. | «Doing It Tonight»     |                                       | 3:28       |
| 12. | «Contact Lost»         | Морс                                  | 1:27       |

## Склад
- Ієн Ґіллан — вокал
- Стів Морс — гітара
- Дон Ейрі — клавішні
- Роджер Ґловер — бас-гітара
- Ієн Пейс — ударні, перкусія

## Чарти
| Чарт (2003)                                        | Найвища позиція |
| -------------------------------------------------- | --------------- |
| Argentinian Albums Chart                           | 10              |
| Австрія Austrian Albums (Ö3 Austria)               | 12              |
| Бельгія Belgian Albums (Ultratop Wallonia)         | 42              |
| Czech Republic Albums Chart                        | 17              |
| Фінляндія Finnish Albums (Suomen virallinen lista) | 6               |
| Франція French Albums (SNEP)                       | 50              |
| Німеччина German Albums (Offizielle Top 100)       | 3               |
| Італія Italian Albums (FIMI)                       | 13              |
| Japanese Albums (Oricon)                           | 212             |
| Норвегія Norwegian Albums (VG-lista)               | 19              |
| Polish Albums Chart                                | 24              |
| Шотландія Scottish Albums (OCC)                    | 70              |
| Швеція Swedish Albums (Sverigetopplistan)          | 18              |
| Швейцарія Swiss Albums (Schweizer Hitparade)       | 13              |
| Велика Британія UK Albums (OCC)                    | 85              |
| Велика Британія UK Rock & Metal Albums (OCC)       | 10              |

## Сертифікації
| Регіон                                       | Сертифікація | Продажі |
| -------------------------------------------- | ------------ | ------- |
| Росія (NFPF)                                 | Золотий      | 10 000* |
| *продажі, що базуються лише на сертифікаціях |              |         |